# Isla de Sheppey

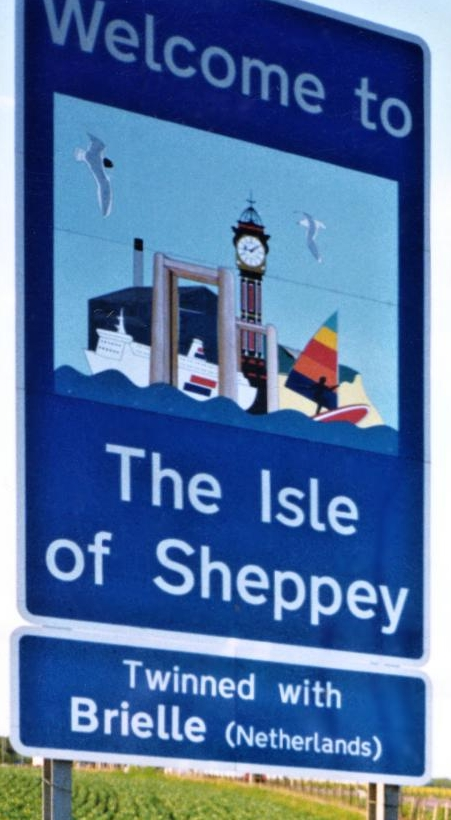
La isla de Sheppey está hermanada con Brielle, una villa en Holanda Meridional en los Países Bajos.

La isla de Sheppey es una isla inglesa en el estuario del río Támesis, situada unos 74 kilómetros al este de Londres. Tiene una área de 93 km² y está hecho de arcilla de Londres. La isla es llana y su punto más alto está a 76 metros sobre nivel de mar. El estrecho entre la tierra firme y Sheppey se llama el Swale. La isla es enlazada a la tierra firme por las carreteras A249 y B2231.

## Población
Sheerness, en el noroeste, es la única villa de Sheppey y tiene 11.654 habitantes. Los otros pueblos son Minster, Queenborough, Elmley, Eastchurch y Leysdown on Sea. La población de Sheppey, según el censo de 2001, es 37.852 habitantes. Desde 1967 la isla en su totalidad está hermanada con Brielle, una villa neerlandesa en la provincia de Holanda Meridional. Esta circunstancia tiene su origen en el ataque de Medway, una incursión realizada por la armada de los Países Bajos el 10 de junio de 1667. Tras el ataque, Sheppey se convirtió en la única parte del Reino Unido que ha sido ocupada por un país extranjero desde la Conquista Normanda en 1066. Ahora, una calle en Sheerness lleva el nombre de Brielle.

## Naturaleza
Edward Jacob, un naturalista inglés, compró tierra en la isla en 1752 para sus estudios. En 1777, publicó un libro y dijo que él había descubierto los restos de un elefante. Sheppey es el lugar más al norte adonde hay una población de escorpiones. El  Euscorpius flavicaudis fue introducido por accidente durante los años 1860. Se adaptan al frío por moverse solamente para comer y acoplar.
El 21 de septiembre de 2008, el alcalde de Londres Boris Johnson dijo que él cree que una pista en Sheppey puede resolver la congestión del Aeropuerto de Heathrow en Londres. Fue criticado por la Real Sociedad para la Protección de Aves, porque la isla recibe miles de aves migratorios.

## Radio
BRFM 95.6 es la única canal de radio en Sheppey, y transmite 24 horas al día, todos los días.